# Alex English
Alex English (ur. 5 stycznia 1954 w Columbii) – amerykański koszykarz, który grał na pozycji niskiego skrzydłowego, uczestnik NBA All-Star Games, kilkukrotnie zaliczany do drugiego składu najlepszych zawodników NBA, członek Basketball Hall of Fame, działacz NBA, trener.
Mierzący 201 cm wzrostu koszykarz studiował na University of South Carolina. Do NBA został wybrany z 23. numerem w drafcie w 1976 przez Milwaukee Bucks. W Bucks rozegrał dwa sezony, następnie był zawodnikiem Indiana Pacers (1978-1980). W latach 80. był zawodnikiem Denver Nuggets (1980-1990) i w tym okresie należał do najlepszych strzelców ligi. W 1983 ze średnią 28,4 punktów został królem strzelców, w ośmiu sezonach z rzędu zdobywał co najmniej 2000 punktów. W NBA spędził 15 sezonów, zdobywając łącznie 25 613 punktów. Karierę zakończył w 1991, w Dallas Mavericks. Był wybierany ośmiokrotnie do All-Star Game. Jego numer 2 został zastrzeżony przez Nuggets.
W 1996 wystąpił w filmie Eddie.

## Osiągnięcia
NCAA
- Zaliczony do:
  - składu All-American (1975-1976)[2]
  - Akademickiej Galerii Sław Koszykówki (2006)[3]

NBA
- 8-krotny uczestnik meczu gwiazd NBA (1982–1989)[4]
- Zaliczony do:
  - II składu NBA (1982–1983, 1986)[5]
  - Koszykarskiej Galerii Sław (Naismith Memorial Basketball Hall Of Fame – 1997)[6]
- Zdobywca nagrody J. Walter Kennedy Citizenship Award (1988)[7]
- Lider:
  - sezonu regularnego w średniej zdobytych punktów (1983)[8]
  - play-off w skuteczności rzutów z gry (1978)[9]
  - wszech czasów klubu Nuggets w liczbie rozegranych spotkań (837), celnych i oddanych rzutów z gry (8953-17604), zbiórek w ataku (2038), asyst (3679), strat (2263), zdobytych punktów (21645), średniej zdobytych punktów (25,9)[10]
- Zawodnik:
  - miesiąca NBA (marzec 1982, styczeń 1983, listopad 1984)[11]
  - tygodnia NBA (29.11.1981, 21.11.1982, 16.01.1983, 11.11.1984, 24.11.1985, 2.02.1986, 25.01.1987)[12]
- Klub Denver Nuggets zastrzegł należący do niego w numer 2[13]

Trenerskie
- Finalista NBDL (2002)[14]